# ジョン・S・トンプソン
ジョン・S・トンプソン(John Sylvanus Thompson, 1889 - 1963)は、アメリカのピアニストおよび作曲家。
ペンシルベニア州ウィリアムスタウン生まれ。1963年、アリゾナ州ツーソンにて病没。
主な著作は「トンプソン現代ピアノ教本」シリーズ。